# Mali mężczyźni (film 2016)
Mali mężczyźni, także Mali faceci (ang. Little Men) – amerykańsko-grecko-brazylijski film dramatyczny z 2016 roku w reżyserii Iry Sachsa.
Zdjęcia realizowano w Brooklynie w Nowym Jorku. Film miał swoją premierę 25 stycznia 2016 roku podczas Sundance Film Festival w Park City. Obraz otrzymał Grand Special Prize na Deauville Film Festival we Deauville w 2016 roku. Był pokazywany na festiwalach filmowych, m.in. w: Berlinie, Edynburgu, Poznaniu i Lizbonie.

## Fabuła
Rodzina Jake'a przeprowadza się do domu w Brooklynie, odziedziczonego po zmarłym dziadku. Nastolatek zaprzyjaźnia się z synem kobiety wynajmującej w podziemiu lokal sklepowy. Tony jest energiczny i marzy o zawodzie aktora. Jake jest introwertykiem. Ich przyjaźń zostaje wystawiona na ciężką próbę w związku z decyzjami, które będą musieli podjąć rodzice.

## Obsada
W filmie wystąpili m.in.:
- Theo Taplitz jako Jake Jardine
- Michael Barbieri jako Tony Calvelli
- Greg Kinnear jako Brian Jardine
- Jennifer Ehle jako Kathy Jardine
- Paulina García jako Leonor Calvelli
- Alfred Molina jako Hernan
- Talia Balsam jako Audrey
- John Procaccino jako pan Plummer
- Mauricio Bustamante jako nauczyciel aktorstwa
- Clare Foley jako Sally
- Stan Carp jako Sal Bartolini